# Fotomedienlaborant
Fotomedienlaborant ist ein ehemaliger staatlich anerkannter Ausbildungsberuf, der zum 1. August 2013 außer Kraft trat. Er wurde durch den Beruf Mediengestalter Digital und Print der Fachrichtung Gestaltung und Technik abgelöst.
Fotomedienlaboranten sind in der Produktion von Printmedien tätig. Sie bearbeiten fotografische Bilder digital und erstellen neue Bildkonzepte für die Werbung, für das Verlagswesen und die Druckindustrie.

## Ausbildung
Fotomedienlaborant war bis 2013 ein anerkannter Ausbildungsberuf nach dem Berufsbildungsgesetz (BBiG). Diese bundesweit geregelte 3-jährige Ausbildung wurde in Industrie und Handwerk angeboten. Fotomedienlaboranten/Fotomedienlaborantinnen werden im Ausbildungsbetrieb und in der Berufsschule
ausgebildet. Überwiegend absolvieren Auszubildende ihre Ausbildung in den Betrieben der fototechnischen Laboratorien, in Dunkelkammern, in Ateliers und Großlabors von z. B. Fotostudios, Werbeagenturen oder Forschungseinrichtungen.
Der Berufsschulunterricht findet zum Teil in Blockform in Fachklassen statt.

### Zugangsvoraussetzungen
Grundsätzlich wurde – wie bei allen anerkannten, nach dem Berufsbildungsgesetz oder der Handwerksordnung geregelten Ausbildungsberufen – keine bestimmte schulische oder berufliche Vorbildung rechtlich vorgeschrieben, jedoch stellten Betriebe überwiegend Personen mit einem mittleren Bildungsabschluss ein. 
Des Weiteren waren gute Kenntnisse in den Schulfächern Chemie, Mathematik und Physik, sowie Kenntnisse in Datenverarbeitung für eine erfolgreiche Ausbildung von Vorteil.

### Ausbildungsinhalte im 1. Ausbildungsjahr
Im ersten Lehrjahr wurde den Auszubildenden unter anderem vermittelt, wie Datenträger ausgewählt sowie Daten übernommen und gesichert werden, wie lichtempfindliche Materialien nach Typ, Fabrikat und Konfektionierung unterschieden sowie prozessorientiert zugeordnet werden, wie Entwicklungsprozesse durchgeführt werden, wie man Licht, Bild und Farbe als Gestaltungsmittel einsetzt und wie Bilder aufgezogen und gerahmt werden.

### Ausbildungsinhalte im 2. Ausbildungsjahr
Im zweiten Ausbildungsjahr lernten die Auszubildenden dann, wie man den Verfahrensweg entsprechend der geplanten labortechnischen Umsetzung und des
Verwendungszwecks auswählt und festlegt, wie Bäder und Lösungen angesetzt, gekennzeichnet und prozessorientiert zusammengestellt und
kontrolliert werden, wie man Bilder anfertigt, wie man Reproduktionsmaterialien und Verarbeitungsprozesse entsprechend ihrer Eigenschaften und
Einsatzbereiche auswählt und wie man Reproduktionen herstellt.

### Ausbildungsinhalte im 3. Ausbildungsjahr
Im letzten Jahr der Ausbildung wurde den Lehrlingen vermittelt, wie man rechnergestützte Verfahren bei der Vorbereitung und Planung nutzt,
wie Bäder rejuveniert werden, wie Bild- und Zeichnungselemente gerätetechnisch nach Vorgabe freigestellt, entfernt und ergänzt werden, wie man eine Bildkonzeption entwickelt und wie Bilder veredelt werden.
Des Weiteren wurden die Auszubildenden während der gesamten Ausbildung über Umweltschutzmaßnahmen, die Anwendung von Arbeitsschutz- und Unfallverhütungsvorschriften als auch die Organisation des Ausbildungsbetriebs unterrichtet.

### Ausbildungsabschluss und Leistungsnachweise
Vor Ende des zweiten Ausbildungsjahres erfolgte eine Zwischenprüfung. Die Abschlussprüfung erfolgte nach dem dritten Ausbildungsjahr. Beide Prüfungen bestanden aus einem praktischen und einem theoretischen Teil. Der praktische Teil bestand aus fünf Arbeitsproben (z. B. Herstellen einer fotografischen Reproduktion auf zwei unterschiedlichen Materialien, Herstellen eines Bildes mit Anwendungsprogrammen) und einem Prüfungsstück, die in jeweils maximal sieben Stunden durchgeführt werden. Der schriftliche Teil der Prüfung dauerte höchstens sechs Stunden und fragte das in den Fächern labortechnische Arbeiten, Arbeitsplanung und Arbeitsorganisation, Gestaltung sowie Wirtschafts- und Sozialkunde Erlernte ab.

## Beruf

### Tätigkeiten
Fotomedienlaboranten beherrschen das klassische Laborhandwerk ebenso wie die digitale Bildbearbeitung am Computer. Im Großlabor entwickeln sie Fotos mithilfe von Entwicklungsmaschinen bzw. an Minilabs oder auch manuell in chemischen Bädern. Außerdem testen sie im Analyselabor die Zusammensetzung der Chemikalien. Sie fertigen auch Reproduktionen an, d. h., sie scannen Bilder oder Dias ein oder fotografieren sie ab und arbeiten dann Korrekturen (Retuschen) und Spezialeffekte ein. Oder sie verknüpfen vom Kunden geliefertes Bild- und Textmaterial am Bildschirm miteinander und drucken es aus.
Darüber hinaus kann auch die Beratung von Kunden Teil ihrer Tätigkeit sein.

#### Tätigkeitsbezeichnungen
Vergleichbare Berufsbezeichnungen im Ausland:
- Schweiz: Fotofachmann – Finishing
- Im englischsprachigen Raum: Photographic media laboratory technician
- Im französischsprachigen Raum: Laborantin/Laborantine en photographie

### Branchen und Arbeitsbereiche
Fotomedienlaboranten und -laborantinnen arbeiten hauptsächlich in Werkstätten und am Bildschirm im Büro, in Fotolabors, Druckereien, die Bilder für Zeitschriften oder Plakate aufbereiten, und Rundfunk- und Fernsehanstalten, z. B. in Fotoredaktionen. Darüber hinaus sind sie in Verlagen beschäftigt, die Bilder selbst bearbeiten bzw. Ansichtskarten, Plakate oder Kunstreproduktionen publizieren.

### Einkommen
Das Einkommen ist im Wesentlichen abhängig von den jeweiligen Anforderungen, der Berufserfahrung und der Verantwortlichkeit, weshalb aus folgenden Angaben keine Ansprüche abgeleitet werden können. 
Die tarifliche Bruttogrundvergütung beträgt zwischen 2193 und 2527 Euro im Monat. Neben einer Grundvergütung werden teilweise Zulagen und Sonderzahlungen wie 13. Monatsgehalt, Urlaubsgeld und vermögenswirksame Leistungen gezahlt, wodurch regionale und branchenabhängige Einkommensunterschiede auftreten.